# Pô (département du Burkina Faso)
Pour les articles homonymes, voir Po.
Cet article concerne le département et la commune urbaine. Pour la ville chef-lieu, voir Pô (Pô).
Pô est un département et une commune urbaine de la province du Nahouri, situé dans la région du Centre-Sud au Burkina Faso.

## Géographie

### Démographie
En 2006, la population totale du département est de 51 552 habitants.

### Villes et villages
Le département et la commune urbaine de Pô est administrativement composé d'une ville chef-lieu homonyme :
- Pô (24 320 habitants), divisée en 6 secteurs urbains[1],

et de vingt-cinq villages :
- Adongo
- Badongo
- Banon
- Bourou
- Dakola
- Dongo
- Fanian
- Gho
- Gougogo
- Kaponi
- Langouérou
- Mantiongo
- Nahouri
- Nakoum
- Pighyiri
- Pounkouyan
- Sapina
- Songo I
- Songo II
- Tambolo
- Tamoana
- Tiakané
- Torem
- Yago
- Yaro

## Transports

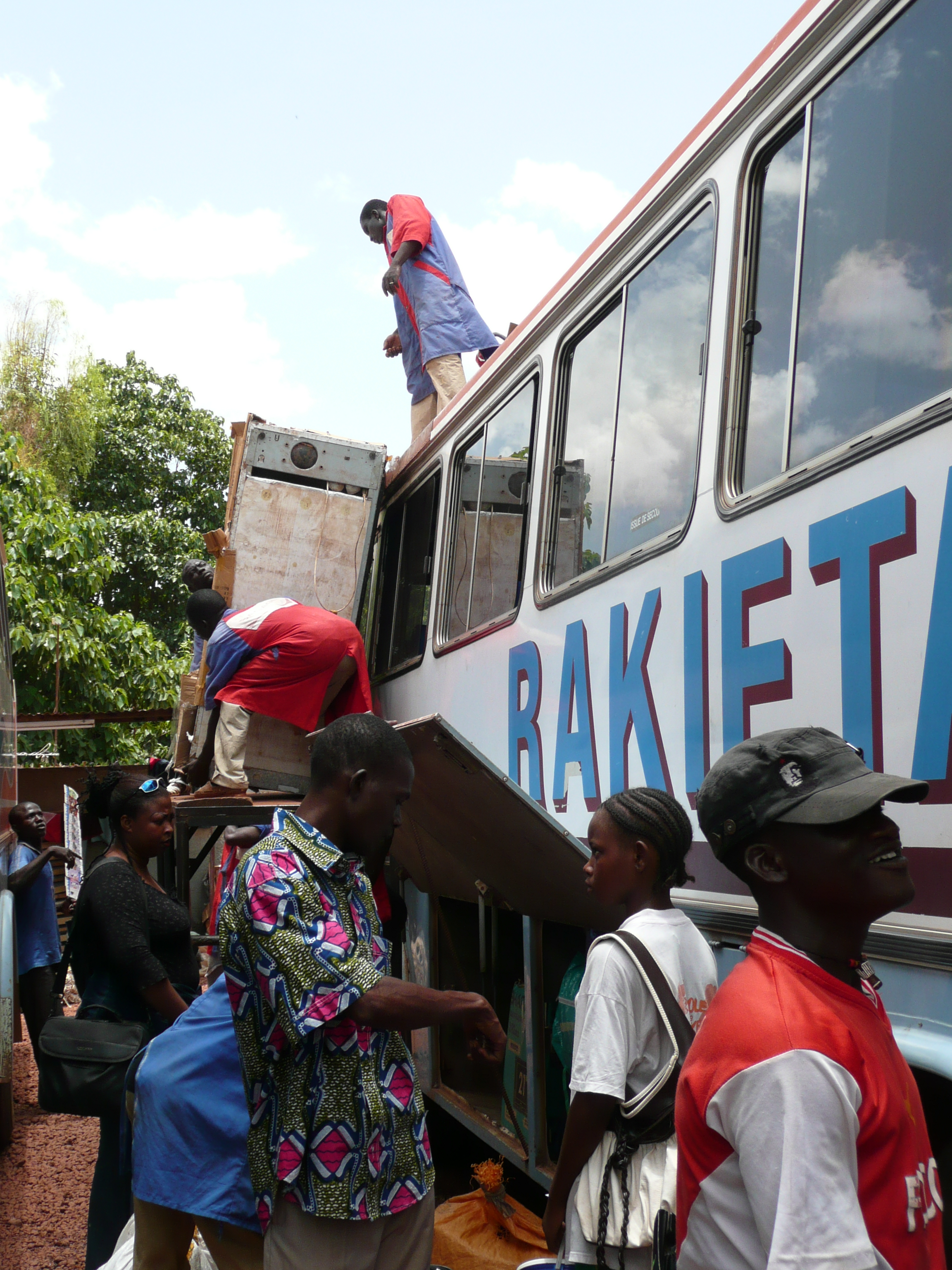
Chargement de bagages dans un bus reliant Ouagadougou à Pô.